# Жуниор, Даниэл
Даниэл де Мело Араужо Жуниор (порт. Daniel de Melo Araújo Júnior, более известный, как Даниэл Жуниор порт. Daniel Júnior; род. 9 мая 2002, Санту-Андре, Сан-Паулу) — бразильский футболист, атакующий полузащитник клуба «Витория (Салвадор)».

## Клубная карьера
Жуниор — воспитанник клубов «Палмейрас» и «Крузейро». 5 февраля 2022 года в матче Лиги Минейро против «Калденсе» он дебютировал за основной состав последних. 12 февраля в поединке против «Томбенсе» Даниэл забил свой первый гол за «Крузейро». 9 апреля в матче против «Баии» он дебютировал в бразильской Серии B. По итогам сезона игрок помог клубу выйти в элиту. 11 мая 2023 года в матче против «Флуминенсе» он дебютировал в бразильской Серии A. Летом 2023 года Жуниор перешёл в российский «Ахмат». 20 сентября в поединке Кубка России против санкт-петербургского «Зенита» Даниэл дебютировал за основной состав. В матче против «Балтики» он дебютировал в РПЛ.